# Юнг, Эдгар Юлиус
Эдгар Юлиус Юнг, известный как Хайнц Орбис (нем. Edgar Julius Jung; 6 марта 1894, Людвигсхафен-ам-Райн — 30 июня или 1 июля 1934, Берлин) — немецкий общественно-политический деятель, юрист, журналист, видный представитель и теоретик «Консервативной революции» в эпоху Веймарской республики. Доктор права (1920).

## Биография
Сын учителя. Изучал право в университетах Лозанны (1913—1914), Гейдельберга (1918—1919) и Вюрцбурга (1919—1920), где получил докторскую степень. Участник Первой мировой войны, воевал на фронте лётчиком. В 1919 году вступил в ряды фрайкора.

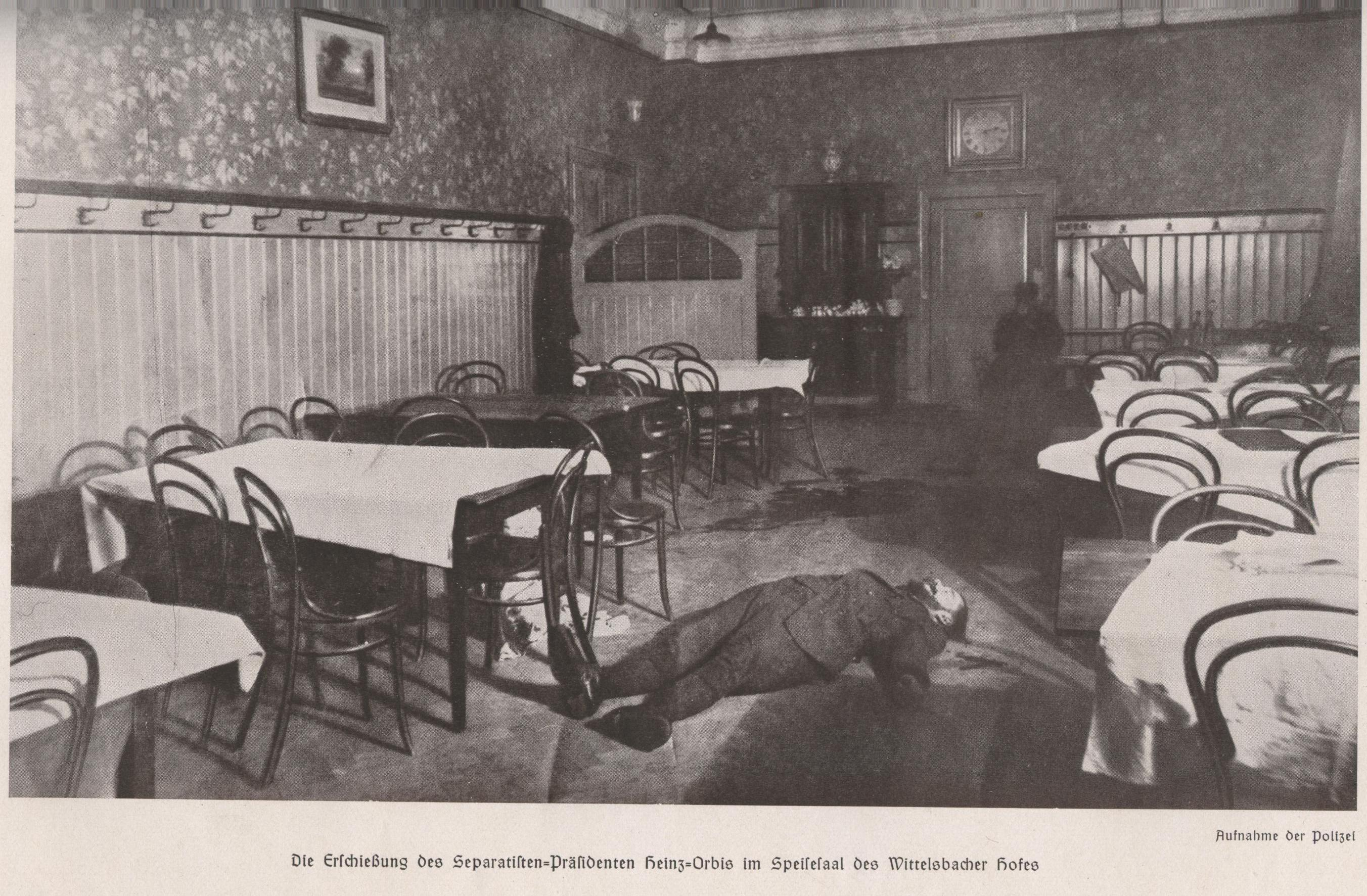
Тело Франца Йозефа Хайнца, застреленного в ресторане гостиницы "Виттельсбахер Хоф" в Шпайере, Пфальц. Покушение было совершено членами праворадикальной организации "Викинг бунд", боровшейся также против Веймарской республики.
Полицейский снимок места преступления, 9 января 1924 г.

С 1922 года работал в Цвайбрюккене поверенным в адвокатской конторе. В 1918—1919 годах поддерживал Немецкую народную партию, занимался организацией молодежных групп партии в Пфальце.
Участвовал в борьбе против сепаратистских движений в Пфальце после Первой мировой войны.
В 1924 году подготовил и осуществил успешное покушение на лидера местных сепаратистов Пфальца Франца Йозефа Хайнца, который призывал к присоединению Пфальца к Франции. Поддержал политику Франца фон Папена, который стремился к правому государственному перевороту и начал с разгрома социал-демократической Пруссии.
В 1927 году опубликовал свою главную работу «Господство неполноценных», в которой критиковал идеи демократии. В 1930 году появилась вторая переработанная, значительно расширенная версия этого труда. Юнг — автор манифеста Народно-консервативной партии и ряда публицистических сочинений.
Юнг был едва ли не единственным из представителей «третьего пути», кто реально предпринимал действия для реализации своей идеи. Будучи активным патриотом и убеждённым католиком, он не испугался противостоять надвигающейся буре нацизма. Написанная им для правительства Ф. фон Папена Марбургская речь, в поддержку взглядов консервативных сил рейхсвера, финансовой и деловой элиты Германии, недовольных нацистской социалистической риторикой и экстремизмом, обвиняющая власть нацистов в анонимной слежке, запугивании оппонентов, коррупции, привела в ярость верхушку НСДАП и Адольфа Гитлера. В ночь длинных ножей — разгрома верхушки штурмовых отрядов (СА) — канцелярия фон Папена во дворце Борзига на Вильгельмштрассе была захвачена и подвергнута обыску гестапо.
Юнг был убит в ночь длинных ножей.

## Избранные публикации
- In eigener Sache. «Münchener Neueste Nachrichten», 20. 3 1925.
- Die Herrschaft der Minderwertigen. Ihr Zerfall und ihre Ablösung. Berlin: 1927.
- Die Herrschaft der Minderwertigen. Ihr Zerfall und ihre Ablösung durch ein Neues Reich. Berlin: 1929/30.
- Volkserhaltung. «Deutsche Rundschau», s. 185—196, März 1930.
- Die Erschießung des Heinz-Orbis in Speyer. «Münchener Neueste Nachrichten», 23. 11. 1930.
- Aufstand der Rechten. «Deutsche Rundschau», s. 81-86, November 1931.
- Föderalismus aus Weltanschauung. München: 1931.
- Neubelebung von Weimar?. «Deutsche Rundschau», s. 153—162, Mai 1932.
- Deutschland und die konservative Revolution. W: Deutsche über Deutschland. Die Stimme des unbekannten Politikers. München: 1932, s. 369—383.
- Deutsche Unzulänglichkeiten. «Deutsche Rundschau», s. 81-86, November 1932.
- Einsatz der Nation. «Deutsche Rundschau», s. 155—160, März 1933.
- Sinndeutung der deutschen Revolution. Oldenburg: 1933.
- Die christliche Revolution. «Deutsche Rundschau», s. 142—147, September 1933..
- Die geistige Krise des jungen Deutschland. Berlin.